# Apulit Island
Apulit Island ist eine Privatinsel an der östlichen Küste von Nord-Palawan, Philippinen. Ehemals als Club Noah bekannt, wurde die Insel, die nun im Besitz der El Nido und Ayala Group ist, umbenannt zu dem Namen Apulit, der abgeleitet vom Filipino-Wort „napadpad“ wurde, was ins Deutsche übersetzt „getragen von“ bedeutet.

## Geografie

### Geografische Daten
Apulit Island erstreckt sich vor der Nordküste der Insel Palawan über die Barangay Maytegued in der Gemeinde Taytay.

### Landschaft
Apulit zeichnet sich durch ihre markante drachenförmige Formation aus und ist bekannt für seine alten Höhlen, die auch den Besuchern zugänglich sind.
Dazu gehören:
Die Lover’s Caves befinden sich an der Rückseite von Apulit Island und sind durch einen unter Wasser befindlichen Bogen miteinander verbunden. Außerdem sind sie, nur durch Unterwasser-Eintauchen zugänglich.
Die Tabonito Cave, gekennzeichnet durch einen Riss nahe dem Gipfel der Insel, dient diese Höhle als Zufluchtsort für den bedrohten Tabon Bird (Megapod) und den Balinsasayaw (Swiftlet).
Die St. Joseph’s Cave ist die größte Höhle auf Apulit Island und zeichnet sich durch eine Felsformation am Eingang aus. Sie beherbergt sieben Kammern mit besonderen Gesteinsformationen.
Die Höhlen tragen zur natürlichen Vielfalt von Apulit bei.

### Klima
| Klima                        | Klima          |
| ---------------------------- | -------------- |
| Durchschnittstemperatur      | 24 °C          |
| Wärmster Monat               | Mai (26 °C)    |
| Kältester Monat              | Januar (22 °C) |
| Jährliche Niederschlagsmenge | 2.411 mm       |
| Regenreichster Monat         | Juli (465 mm)  |
| Geringster Niederschlag      | Januar (39 mm) |

Apulit Island zeichnet sich durch ein tropisches Klima aus, das von konstanten Temperaturen und hoher Luftfeuchtigkeit geprägt ist. Die durchschnittlichen Temperaturen liegen das ganze Jahr über bei angenehmen Werten, wobei die Höchsttemperaturen in der Regel um die 30 Grad Celsius liegen. Die Insel erlebt zwei Hauptjahreszeiten: die Trockenzeit und die Regenzeit.
Die Trockenzeit erstreckt sich in der Regel von November bis April. In diesen Monaten wird mit weniger Niederschlag gerechnet. Die Luftfeuchtigkeit bleibt jedoch weiterhin hoch.
Die Regenzeit erstreckt sich von Mai bis Oktober, wobei die Niederschläge in dieser Periode häufiger auftreten. Die Landschaft auf Apulit Island erstrahlt während der Regenzeit in sattem Grün, und es ist die Zeit, in der die Natur erblüht.

## Entstehung
Ursprünglich war die Insel vermutlich Teil des Festlandes oder einer größeren Landmasse. Durch geologische Bewegungen, darunter Plattentektonik und Vulkanismus, wurde das Land angehoben und formte so die heutige Insel Apulit.
Im Laufe der Zeit haben Erosionsprozesse, einschließlich der Wirkung von Wasser, Wind und Wetter, die Landschaft geformt und geprägt. Diese Prozesse haben zur Entstehung markanter Formationen, wie der drachenförmigen Kontur der Insel und ihrer Höhlen, beigetragen.
Die genaue Entstehungsgeschichte von Apulit Island ist komplex und umfasst eine Vielzahl geologischer Ereignisse und Prozesse, die über Millionen von Jahren stattgefunden haben.

## Meeresschutzgebiet
Apulit Island bietet neben seinen Höhlen eine breite Palette von Aktivitäten, darunter Klettern, Abseilen an einer 60 Meter hohen Kalksteinwand sowie Wasserabenteuer wie Islandhopping und Schnorcheln in den klaren blauen Gewässern. Als Teil eines Meeresschutzgebiets (MPA) ist sie durch eine kommunale Verordnung geschützt. Damit trägt die Insel nicht nur historische Bedeutung, sondern auch zur Erhaltung der marinen Ressourcen und des Ökosystems bei. Die hügelige und bergige Topografie der Insel schafft zudem einen vielfältigen Lebensraum für Pflanzen- und Tierarten.